# Ilhota Córdoba
A Ilhota Córdoba, também conhecida como Haynes Cay, é uma ilhota colombiana localizado muito próximo à Ilhota Acuario, na costa oriental da ilha de San Andrés.

## Ver também

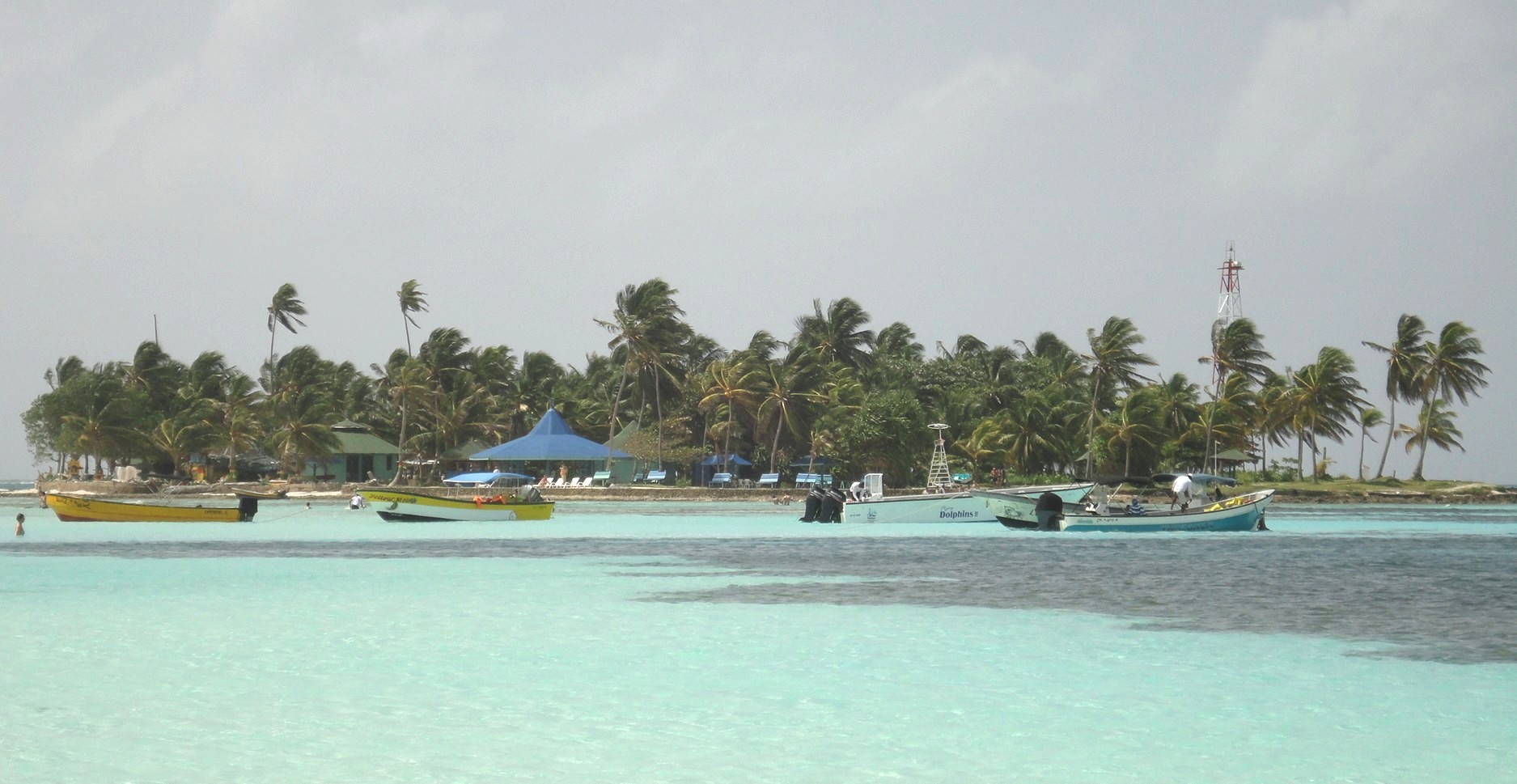
Ilhota Córdoba vista do norte.